# 大儒朱熹
《大儒朱熹》是2020年在中国大陆上映的关于南宋儒家学者朱熹人生的纪录片，由中央广播电视总台、中共福建省委宣传部、福建省广播电视局、福建省广电集团共同制作。

## 内容
《大儒朱熹》围绕南宋儒家学者朱熹一生的人生旅程，分作4集：
- 第一集，家国天下
- 第二集，源头活水
- 第三集，大道集成
- 第四集，春风化雨
- 第五集，一片丹心

## 奖项
| 年份 | 获奖方       | 颁奖方               | 奖项分类       | 是否得奖 | 备注  |
| ---- | ------------ | -------------------- | -------------- | -------- | ----- |
| 2022 | 《大儒朱熹》 | 第31届中国电视金鹰奖 | 最佳电视纪录片 | 提名     | [ 4 ] |